# Tenarre
Die Tenarre (manchmal auch Ténarre geschrieben) ist ein Fluss in Frankreich, der im Département Saône-et-Loire in der Region Bourgogne-Franche-Comté verläuft. Sie  entspringt unter dem Namen Bief du Moulin de la Grognette im Gemeindegebiet von Saint-Martin-en-Bresse, knapp an der Grenze zur Nachbargemeinde L’Abergement-Sainte-Colombe, entwässert im Oberlauf nach Südost, dann in südwestlicher Richtung durch die Landschaft Bresse und mündet nach rund 26 Kilometern an der Gemeindegrenze von Saint-Germain-du-Plain und Ormes als linker Nebenfluss in die Saône.

## Orte am Fluss
(Reihenfolge in Fließrichtung)
- Le Villerot, Gemeinde Thurey
- Lessard-en-Bresse
- Tronchy
- Saint-Étienne-en-Bresse
- Saint-Germain-du-Plain
- Tenarre, Gemeinde Baudrières
- Vanoise, Gemeinde Ormes

## Sehenswürdigkeiten
- Historischer Bauernhof im lokalen Baustil aus dem 17. Jahrhundert im gleichnamigen Ort Tenarre, Gemeinde Baudrières – Monument historique.[4]